# Protracheoniscus almaatinus
Protracheoniscus almaatinus är en kräftdjursart som beskrevs av Borutzkii 1975. Protracheoniscus almaatinus ingår i släktet Protracheoniscus och familjen Trachelipodidae. Inga underarter finns listade i Catalogue of Life.